# Nada
nada（ナダ）は、日本の音楽ユニット。芳野藤丸 (SHŌGUN) サウンドプロデュースの下、DiceKとKensakuの男性2人で結成された琉球ポップスユニット。有限会社ラッププロモーション所属。

## 概略
二人の出会いは、Kensakuがレギュラー出演している大阪キタの阪急東通商店街『沖縄居酒屋 轟屋』に所属事務所社長とDiceKを連れていったことがキッカケ。その後も2012年2月DiceKワンマンコンサートにKensakuがオープニングアクトとして出演するなど、数回ステージを共にする。サウンドプロデューサーである芳野藤丸に「二人の良いところが丁度かみ合うんじゃないかな？」とユニットとして活動することを提案され、nadaを結成する。
ユニット名は所属事務所社長が「二人のルーツである奄美と沖縄の共通する言葉がいいんじゃないか？」との提案があり、「涙」の意味を持つ「nada」をユニット名にした。サンスクリットでは「流れ」「音」の意味があり、神戸では「灘」つまり「荒波」を意味する。偶然にも全てに流れるものという意味がある。

## メンバー
- DiceK（だいすけ） : ボーカル - 2月12日生
大阪府出身。両親が奄美群島沖永良部島和泊町出身のため、「沖永良部島2世」と言っている。2007年頃から老人ホームなど施設訪問を始める。2009年には大阪府枚方市でワンマンコンサート（動員1500人）を成功させるが個人的な活動に限りを感じ、2011年に有限会社ラッププロモーションに所属。芳野藤丸と出会う。2011年12月21日、芳野サウンドプロデュース・SHŌGUN全面協力の下、アルバム『Hello, this is DiceK』でデビュー。2012年9月、沖永良部島観光連盟より沖永良部島観光大使に任命される。
- Kensaku（下地健作） : ボーカル・三線 - 2月6日生
沖縄県宮古島出身。18歳まで宮古島で過ごし、大学進学のため名古屋に住む。都会での生活と宮古島の違いに驚き、少しでも琉球の文化や平和思想を伝えることができればと三線を弾き始める。2005年「なんくるないさ〜平和の願い〜」でデビュー。2007年に活動拠点を大阪へ移す。2009年には豊中市立ローズ文化ホール（文化芸術センター）での初のソロコンサートを、「35周年豊中まつり 沖縄音舞台」では若手アーティストで史上初のファイナルアーティストを務め、『24時間テレビ 「愛は地球を救う」』へもライヴ出演。2009年・2010年末には『FINAL SHOW 下地健作X'masディナーショー』を満員御礼と大成功を遂げる。また初の海外コンサートとして、タイのお祭りでコンサートを成功させている。

## ディスコグラフィ

### オリジナルアルバム
|     | リリース日   | タイトル | 規格 | 販売生産番号 |
| --- | ------------ | -------- | ---- | ------------ |
| 1st | 2013年6月5日 | 泪       | CD   | XQGF-1004    |

## 出演

### ラジオ番組
- nadaのガジュマルの島 - 2013年2月からエフエムムーヴとさくらFM（『AFTERNOON INFORMATION』内）で放送。